# Рииму
Ри́иму (ест. Rõõmu küla) — село в Естонії, у волості Луунья повіту Тартумаа.

## Населення
Чисельність населення на 31 грудня 2011 року становила 120 осіб.

## Географія
Через населений пункт проходить автошлях 22253 (Рииму — Війра).